# Českomoravská unie středu
Českomoravská unie středu (ČMUS) byla moravistická politická strana. Vznikla v únoru 1996 sjednocením čtyř politických stran. Tři z těchto stran – Zemědělská strana (ZS), Liberálně sociální unie (LSU) a Hnutí za samosprávnou demokracii – Společnost pro Moravu a Slezsko (HSD–SMS, v roce 1994 přejmenována na Českomoravskou stranu středu – ČMSS), byly zastoupeny v Poslanecké sněmovně Parlamentu České republiky. Do Českomoravské unie středu vplynula i členská základna Křesťanskosociální unie (KSU), odštěpené malé strany od KDU-ČSL.
Předsedou byl zvolen JUDr. Ing. Jan Jegla (ČMSS), 1. místopředsedou Ing. Radek Navrátil (ZS), dalšími místopředsedy JUDr. Jan Kryčer (ČMSS), Ing. Miloš Petera (LSU) a Ing. Josef Kapsa (KSU). ČMUS byla členěna na tři zemské organizace – českou, moravskoslezskou a pražskou. Hlásila se k politice tzv. čistého středu, mezi KDU-ČSL a ČSSD.
V Poslanecké sněmovně měl klub ČMUS v letech 1995–1996 15 členů, ostatní poslanci zvolení v roce 1992 za LSU a HSD-SMS přešli k jiným poslaneckým klubům (původně měly oba kluby celkem 30 poslanců). I přes stále poměrně významné zastoupení ČMUS v Poslanecké sněmovně dosáhla ve volbách v roce 1996 jen 0,45 % hlasů a do Poslanecké sněmovny se nedostala. Po volbách byl zvolen předsedou ČMUS exposlanec Dalibor Štambera. 11. července 1996 v ČMUS vznikla frakce, která své členy a příznivce (zejména bývalé členy HSD–SMS) vyzvala k odchodu do ČSSD a založení neformální moravské platformy v rámci ČSSD, která tehdy ve volbách uspěla a získala 26,44 % hlasů a přetáhla na svou stranu většinu hlasů bývalé LSU a HSD–SMS. ČMUS se v dubnu 1997 sloučila s Moravskou národní stranou a vznikla Moravská demokratická strana, která se v roce 2005 integrovala do strany Moravané.

## Volby do Poslanecké sněmovny 1996
| Volby | Počet hlasů | %    | Počet mandátů |
| ----- | ----------- | ---- | ------------- |
| 1996  | 27 490      | 0,45 | 0             |